# Transports en commun de Saint-Malo
Malo Agglo Transports ou MAT est le réseau de transports en commun de Saint-Malo Agglomération, un réseau de 10 lignes de bus et car sur toutes l'agglomération de Saint-Malo, 8 lignes urbaines (de la ligne 1 à la ligne 8) et de 2 lignes périurbaines (la ligne 9 et la ligne 10), exploité depuis 2024 par Transdev Saint-Malo agglomération Mobilité (Transdev SMA Mobilité) et sous son nom commercial actuel depuis le 1er juin 2018. Il a été restructuré en 2007, puis à nouveau en juillet 2014, ainsi que le 6 janvier 2020 et le 6 janvier 2025.

## Historique

### Les Tramways Bretons (TB) de 1889 à 1968

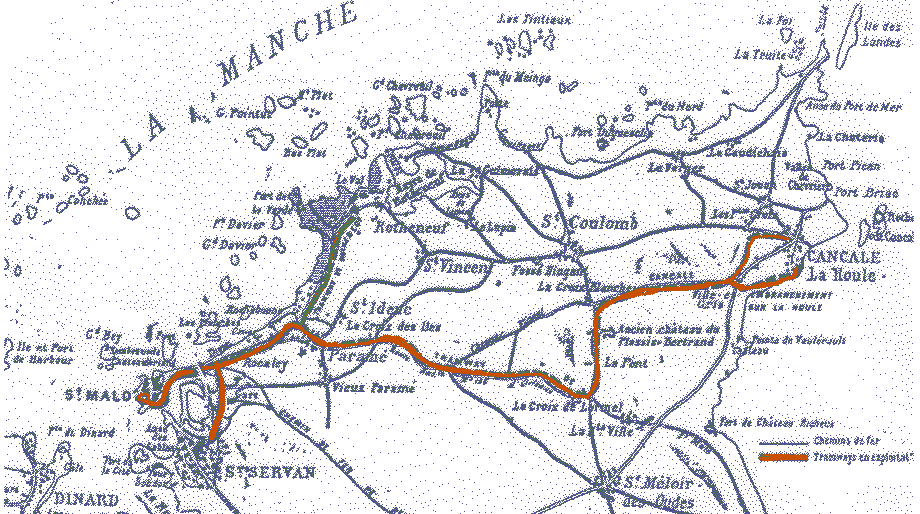
Tracé du tramway entre Saint-Malo et Cancale, publié en 1893 par le journal Le Salut.

La société des Tramways Bretons (TB) créée en 1889 comprenait deux lignes mises en service le 25 août 1889 : une ligne urbaine au départ de Saint-Servan qui rejoignait Saint-Malo et Rocabey (26 km) et une ligne rurale qui reliait Saint-Malo à Paramé ainsi que Cancale et le port de la Houle (22 km).
En plus des passagers, le petit tram transportait des marchandises depuis la gare SNCF de Saint-Malo et Paramé ainsi que des produits de la pêche provenant de Cancale.
Les tramways circulèrent jusqu'en 1949, date de la cessation d'activité de la ligne.

### Le tramway de Rothéneuf, de 1896 à 1914
Le tramway de Paramé à Rothéneuf est une ancienne ligne de chemin de fer à voie étroite (60 cm) appartenant au département d'Ille-et-Vilaine. Cette ligne desservait la côte Est de Saint-Malo, comme « embranchement » de la ligne à voie métrique de Saint-Malo à Cancale des tramways bretons.
Du fait de la guerre, l'armée, utilisant les mêmes écartements, réquisitionna le matériel et démonta les voies.

### Les tramways d'Ille-et-Vilaine (TIV)
La ligne de tramway Saint-Malo - Saint-Servan - Paramé fut remplacée entre 1948 et 1949 par une ligne de trolleybus, elle-même remplacée par des autobus dès 1959 ; la société TIV est ainsi devenue exploitante du réseau urbain de Saint-Malo.
Durant les années 1960 et 1970, le réseau est alors composé de quatre lignes (tracés pour l'année 1978) :
- Ligne 1 : Saint-Servan ↔ Gare ↔ Rocabey ↔ Saint-Vincent ↔ Courtoisville ↔ Rochebonne ↔ Paramé ;
- Ligne 2 : Saint-Vincent ↔ Rocabey ↔ Gare ↔ Marville ↔ Découverte (Croix de l'Espadon) ;
- Ligne 2bis : Saint-Servan ↔ Hôpital ↔ Découverte (Croix de l'Espadon) ;
- Ligne 3 : Saint-Vincent ↔ Gare ↔ Espérance ↔ Plessis ↔ Paramé (Poincaré) ↔ Rochebonne.

Le matériel alors exploité était du matériel de type Berliet PH 85, Chausson APVM et Verney.

### 1979 à 2006: La régie Saint-Malo Bus

Logo de la Régie Saint-Malo Bus

En 1979, le réseau Saint-Malo Bus est créé et est toujours exploité par TIV (Transports d'Ille-et-Vilaine). À la suite de nombreuses grèves, le réseau est séparé des TIV en 1981 et passe en régie municipale le 1er janvier 1982 sur décision de la ville de Saint-Malo.
Le passage en régie en 1982 marque l'arrivée des Renault SC 10 R et de deux Saviem SC 10 ex-COTRA d'Angers, dont un prototype de SC10UPF à plateforme arrière ouverte. Le dépôt est déplacé la même année rue de la Hulotais sur un terrain acheté en 1978 tandis que les bus reçoivent des valideurs Camp de marque Alcatel.
En 1985, le réseau subit une petite restructuration le 2 décembre, qui a concerné les lignes 5 et 6 et la création de la ligne 7 entre Quelmer et Saint-Servan.
En 1988, le réseau reçoit un Heuliez GX 107 (no 41) et deux Amiot TU35 (nos 74 et 75), qui resteront sans livrée jusqu'en 1989, où la livrée blanche à bandes rouges laissera place à une nouvelle livrée, toujours rouge et blanche, avec un motif rappelant l'Intra-Muros malouin, et réalisée par Graphibus. Les bus réceptionnés en 1985 et les Setra S215SL, reçus en 1990, seront les premiers à recevoir cette livrée.
En 1995, les valideurs Camp sont remplacés par les valideurs Seipra, encore utilisés sur le réseau KSMA. Le réseau emploie alors 49 salariés dont 34 conducteurs.
Le réseau est le suivant en 1995 :
- 1 : Alet ↔ Saint-Servan ↔ Gare ↔ Saint-Vincent ↔ Gare ↔ Courtoisville ↔ Poincaré ↔ Rochebonne ↔ Rothéneuf (ligne estivale)
- 2 : Saint-Servan ↔ Gare ↔ Saint-Vincent ↔ Gare ↔ Courtoisville ↔ Rochebonne ↔ Paramé ↔ Duguay-Trouin ↔ Croix-Desilles
- 3 : Saint-Servan ↔ Lorette ↔ Bellevue ↔ Découverte ↔ Gare ↔ Saint-Vincent
- 4 : Saint-Vincent ↔ Gare ↔ Espérance ↔ Plessis ↔ Paramé ↔ Davier ↔ Rothéneuf
- 5 : Rothéneuf ↔ Davier ↔ Paramé ↔ Gambetta ↔ Gare ↔ Marne ↔ Bellevue ↔ Madeleine ↔ Briantais
- 6 : Alet ↔ Saint-Servan ↔ Découverte ↔ Grassinais ↔ Château-Malo
- 7 : Quelmer ↔ Briantais ↔ Rosais ↔ Sacré-Cœur ↔ Saint-Servan (ligne hivernale)

Entre 1998 et 2000, les Renault SC10R subissent, pour 6 d'entre eux une rénovation, et voient leurs girouettes à film remplacées par des girouettes à pastilles, tout comme les Setra S215SL. En 1999 le réseau, composé de 7 lignes, est restructuré dans les quartiers Sud et voit le remplacement des SC10R non rénovés par les Heuliez GX 217. Ces derniers inaugurent une nouvelle livrée qui équipera aussi 4 SC10R et tous les bus qui suivront.
Le réseau est le suivant en 1999 après la restructuration :
- 1 : Alet ↔ Saint-Servan ↔ Gare ↔ Saint-Vincent ↔ Gare ↔ Courtoisville ↔ Poincaré ↔ Minihic ↔ Rothéneuf (ligne estivale)
- 2 : Croix-Desilles ↔ Duguay-Trouin ↔ Paramé ↔ Courtoisville ↔ Gare ↔ Saint-Vincent ↔ Gare ↔ Saint-Servan ↔ Bellevue ↔ Découverte ↔ Arkansas ↔ Grassinais
- 3 : Saint-Vincent ↔ Gare ↔ Marville ↔ Découverte ↔ Madeleine ↔ Saint-Servan / Alet ou Briantais / Quelmer
- 4 : Saint-Vincent ↔ Gare ↔ Espérance ↔ Plessis ↔ Paramé ↔ Davier ↔ Rothéneuf
- 5 : Grassinais ↔ Saulaie ↔ Balue ↔ Hôpital ↔ Gare ↔ Espérance ↔ Gambetta ↔ Paramé ↔ Bellevent ↔ Davier ↔ Rothéneuf
- 6 : Saint-Vincent ↔ Gare ↔ Saint-Servan ↔ Doutreleau ↔ Madeleine ↔ Grassinais ↔ Château-Malo
- 7 : Quelmer ↔ Briantais ↔ Saint-Servan (ligne hivernale)

En italique : Terminus partiels.
Entre le 4 septembre 2000 et septembre 2001, la ligne 8 reliant Quelmer et Alet par Briantais et Rosais a circulé puis a été supprimée en raison d'une fréquentation insuffisante.
En 2001, création de Saint-Malo Agglomération. L'année suivante, en 2002, mise en service des deux premiers Heuliez GX 317, qui provoquent la réforme de 2 SC10R supplémentaires. Ouverture du parking relais Paul Féval et de la navette le reliant au centre-ville, exploitée par les Courriers Bretons (ancien nom de Keolis Émeraude puis Keolis Armor) avec un Heuliez GX 187 ex-SVTU/Phébus de Versailles.
L'année 2004 est marquée, en mars par la mise en service de deux Heuliez GX 317 supplémentaires, permettant de continuer le retrait des SC10R. En septembre, la ligne 5 dessert le quartier de Bellevent jusqu'à alors non-desservi.
L'année 2005 marque un tournant dans l'histoire du réseau. Le 5 juin, les lignes 2, 4 et 5 desservent la nouvelle Gare TGV de Saint-Malo et en juillet, les lignes 1 et 2 sont remplacées par les lignes 11, 12, 21 et 22 pour plus de simplicités et les terminus partiels de l'ancienne ligne 2 disparaissent :
- 11 : Saint-Vincent ↔ Courtoisville ↔ Poincaré ↔ Minihic ↔ Rothéneuf (ligne estivale)
- 12 : Saint-Vincent ↔ Gare TGV ↔ Saint Servan ↔ Alet (ligne estivale)
- 21 : Saint-Vincent ↔ Gare TGV ↔ Courtoisville ↔ Paramé ↔ Duguay-Trouin ↔ Croix-Desilles
- 22 : Saint-Vincent ↔ Gare TGV ↔ Saint Servan ↔ Bellevue ↔ Découverte ↔ Guymauvière ↔ Grassinais

Le 3 juillet, Saint-Malo Agglomération, met en place un réseau périurbain de 4 à 5 lignes desservant les communes de l'agglomération non-desservies par Saint-Malo Bus à raison de quelques allers et retours par jour, :
- A1 : Saint-Malo ↔ Saint-Coulomb ↔ Cancale (par la côte à certains services) ou Saint-Malo ↔ Saint-Méloir ↔ Cancale
- A2 : Saint-Malo ↔ Saint-Benoit ↔ Hirel ↔ La Fresnais
- A3 : Saint-Malo ↔ Saint-Père ↔ Chateauneuf ↔ La Ville-es-Nonais ↔ Saint-Suliac
- A4 : Saint-Malo ↔ Miniac-Morvan ↔ Le Tronchet ou Saint-Malo ↔ La Gouesnière ↔ Lillemer

En août, la ville de Saint-Malo abandonne sa compétence transport au profit de l'agglomération, condamnant la régie municipale au profit d'une privatisation. À la suite d'un appel d'offres, Keolis remporte l'exploitation du réseau le 1er juillet 2006. En septembre, le réseau reçoit ses premiers Volvo 7700, le réseau en recevra 5 au total, qui viennent remplacer les derniers SC10R de la régie. La livrée subit une ultime évolution : les vagues orange au-dessus des vitres sont remplacés par une bande rouge, les vagues bleues sont aux couleurs de l'agglomération et le logo de cette dernière fait son apparition. Le réseau périurbain de l'agglomération est modifié :
- A1 : Saint-Malo ↔ Saint-Coulomb ↔ Cancale (par la côte à certains services)
- A1a : Saint-Malo ↔ St Méloir ↔ Cancale
- A2 : Saint-Malo ↔ Saint-Benoit ↔ Hirel ↔ La Fresnais
- A3 : Saint-Malo ↔ La Gouesnière ↔ Lillemer
- A4 : Saint-Malo ↔ Miniac-Morvan ↔ Le Tronchet
- A5 : Saint-Malo ↔ Saint-Père ↔ Saint-Suliac ↔ La Ville-es-Nonais ↔ Chateauneuf

La régie disparaît le 30 juin 2006 au soir au profit de Keolis Saint-Malo, les bus perdent progressivement la livrée de la régie, tandis que le réseau urbain reste inchangé jusqu'au 3 janvier 2007. Le réseau suburbain est restructuré le 4 septembre 2006, avec la mise en service des lignes 10 à 16, ce réseau n'évoluera que très peu jusqu'en 2014.

### Délégation du réseau à Keolis

Logo KSMA de 2006 à 2018.

Le 1er juillet 2006, le réseau est officiellement privatisé, Keolis Saint-Malo remplace la régie Saint-Malo Bus.
À la suite de cela, le 4 septembre 2006, le réseau suburbain est restructuré et les lignes 10 à 16 sont créées avec au minimum deux allers/retours réguliers et deux allers/retours en transport à la demande pour chaque commune de l'agglomération. Le réseau urbain n'est quant à lui, restructuré que le 3 janvier 2007, le réseau étant profondément modifié :
- La ligne estivale 11 devient la ligne 8, qui reste estivale ;
- La ligne estivale 12 est remplacée en partie par la ligne 6 ;
- La ligne 21 est remplacée par la ligne 3 ;
- La ligne 22 est remplacée par la ligne 4 ;
- La ligne 3 est remplacée par les lignes C1/C2 et 6 ;
- La ligne 4 est remplacée par les lignes 3 et 5 ;
- La ligne 5 est remplacée par les lignes 3 et 5 ;
- La ligne 6 est remplacée par la ligne 4 ;
- La ligne hivernale 7 est remplacée par la ligne 6 ;
- Création d'une nouvelle ligne de rocade portant le numéro 7 complètement inédite car ne desservant par la gare.

Un site internet a été mis en place, en remplacement de l'annuaire Émeraude. Le réseau acquiert des bus d'occasion pour les lignes peu fréquentées : un Gruau MG 36 (no 11) et deux Heuliez GX 77H (ex-Auray et ex-Nice). L'unique Heuliez GX 107 est réformé. Ce nouveau réseau marque l'arrivée de la sous-traitance, la ligne 7 étant confiée à Keolis Émeraude, qui l'exploite avec un Heuliez GX 77H ex-La Rochelle.
Ce réseau est ajusté par la suite le 26 mars 2007, :
- Création de services à la demande sur les lignes 4 et 6 ;
- Adaptations d'itinéraires sur les lignes 4 et 7 ;
- La ligne 8 est réellement mise en service à cette date, en effet elle était censée être une ligne estivale, elle est finalement devenue régulière ;
- Création d'une ligne 9 entre la Croix-Désilles et la Grassinais via Paramé, la Gare et Saint-Servan.

Cette restructuration s'accompagne de l'arrivée d'un Volvo 7700 supplémentaire.
Durant l'été 2007, les lignes C1/C2 ont circulé en soirée, la ligne 8 fonctionne elle aussi en soirée et est renforcée l'après-midi. Mise en service du trajet estival de la ligne 10, Keolis Émeraude reçoit ses Irisbus Citelis 12.
À la rentrée 2007, la ligne 8 est maintenue mais il est annoncé qu'elle ne circulera entre les vacances de la Toussaint et février mais à la suite de diverses pétitions, la ligne est maintenue pendant l'hiver. La ligne 7, sous-traitée, reçoit un Heuliez GX 117 d'occasion tandis que Keolis Saint-Malo reçoit un Dietrich Noventis 420 et un Heuliez GX 127, ces derniers roulent sur les lignes 5 et 6 et remplacent le MG 36, réformé et un des GX 77 H, qui retourne dans son réseau d'origine à Auray.
En septembre 2008, la ligne 9 est prolongée à Saint-Jouan-des-Guérets, commune qui vient d'intégrer l'agglomération. La ligne 14 est aussi adaptée afin de desservir la commune.
Réforme du S 215 SL no 53 en janvier 2009 à la suite de nombreux problèmes. En septembre de la même année, la ligne 5 est prolongée de la Gare au quartier du Rosais.
Changement du mobilier urbain des arrêts (abribus et certains poteaux) en septembre 2010.
Réception en juin 2012 des 4 premiers Heuliez GX 327 BHNS et du nouveau dépôt de Grande-Rivière, l'ancien devenant trop exigu.
En 2013, le réseau reçoit ses derniers GX 327 BHNS et la délégation de service public de Keolis aura été renouvelée le 7 juin 2013, jusqu'en 2019.

### Le réseau depuis 2014
Le 5 juillet 2014, le réseau est restructuré en profondeur :
- La ligne 1 remplace la partie Ouest de la ligne C1/C2, amputée de la desserte de la Gare maritime ;
- La ligne 2 remplace la partie Est de la ligne C1/C2, mais déviée par le trajet de l'ancienne ligne 4 à hauteur de l'hippodrome ;
- La ligne 3 reprend le tronçon entre la gare et Croix Désilles de l'ancienne ligne 9 et se prolonge jusqu'à l'Intra-muros ;
- La ligne 4 remplace le tronçon entre la gare et Rothéneuf de l'ancienne ligne 3, le tronçon entre la Gare et l'arrêt Grassinais de l'ancienne ligne 9 et la desserte de Château-Malo de l'ancienne ligne 4, avec l'abandon de la desserte en boucle du bourg ;
- La ligne 5 remplace la ligne 9 entre Saint-Jouan et l'arrêt Moinerie, puis rejoint la gare par le trajet de l'ancienne ligne 4 par les zones industrielles de l'Est de Saint-Malo et à l'exception de la desserte de l'hippodrome puis remplace la ligne 10 jusqu'à Cancale où la desserte de Port Mer est supprimée et le trajet de la ligne simplifiée, le trajet estival est repris par la ligne 8 ;
- La ligne 6 évolue peu, elle abandonne la desserte de Briantais et son trajet est simplifiée aux Guimerais ;
- La ligne 7 est prolongée au nord jusqu'à La Haize, elle reprend la desserte du Petit Paramé à l'ancienne ligne 5, abandonne celle de la ZI Nord et de la ZAC des Maisons Neuves pour reprendre la desserte de Briantais à l'ancienne ligne 6 ;
- La ligne 8 abandonne la desserte du centre de Paramé pour un trajet direct le long de la côte et, en période estivale, sera prolongée à Cancale par la côte en remplacement de l'ancien trajet estival de la ligne 10 ;
- La ligne 9 remplace la ligne 12 entre Saint-Malo et La Gouesnière puis la ligne 16 jusqu'à Saint-Méloir puis la ligne 15 jusqu'à Saint-Malo ;
- La ligne 10 remplace l'ancienne ligne 13 amputée de la desserte de Plerguer ;
- La ligne 11, amputée de son tronçon entre la Gare et Paramé, est prolongée de Hirel à Saint-Père par La Fresnais, Lillemer et Saint-Guinoux et des tronçons des anciennes lignes 12 et 14 ;
- La ligne 12 remplace l'ancienne ligne 14, amputée de la desserte de Saint-Jouan, Saint-Guinoux et Lillemer, et prolongée à Plerguer ;
- La ligne 13, estivale, remplace le tronçon de la ligne 16 entre l'église de Cancale et la gare de La Gouesnière ;
- La Navette Cœurs de Ville est une nouvelle ligne reprend la desserte de la Gare maritime et améliorant la liaison entre l'intra-muros et la gare ;
- La navette du parc-relais Paul Fréval est intégrée au réseau ;
- Refonte complète du réseau scolaire ;
- Suppression de l'ensemble des services TAD et Taxibus.

Le réseau est réajusté entre septembre 2014 et janvier 2015 à la suite de nombreuses critiques, pointant notamment la régularité des lignes et le réseau scolaire. Si entre 2015 et 2016 le réseau régulier est peu modifié, l'été 2015 sera marqué par la fusion des services estivaux des lignes 8 et 13. À l'été 2017, la navette Cœur de ville est supprimée au profit d'un renfort de la très fréquentée ligne 4.
Le 1er juin 2018, le réseau est officiellement renommé Malo Agglo Transports, dont l'acronyme MAT est une référence évidente à l'univers maritime du territoire ; enfin, la billettique est déployée sur le réseau et est marquée par l'arrivée de la carte KorriGo "la carte bretonne des déplacements".

### Délégation du réseau à RATP Dev de 2019 à 2024
Durant l'été 2018, Saint-Malo Agglomération lance un appel d'offres pour le renouvellement du contrat de la gestion du réseau de bus malouin, deux groupes répondent présents : Le groupe sortant Keolis et une filiale de la Régie autonome des transports parisiens, le groupe RATP Dev. Après 5 phases de négociations, l'agglomération de Saint-Malo annonce le 16 mai 2019 que l'offre de Keolis pour le renouvellement du contrat d'exploitation de 5 ans n'est pas retenue : ce sera donc RATP Dev qui effectuera le service des bus dans l'agglomération à partir de la rentrée 2019. Le groupe met en avant des arguments tels qu'une grande restructuration du réseau (promesse de temps de parcours amélioré d'environ 11 minutes, nouvelles lignes, etc.), des bus plus fréquents, des horaires plus larges et la connexion du réseau au nouveau complexe aquatique de Saint-Malo (Aquamalo). L'agglomération annonce aussi dans son communiqué de presse qu'une application smartphone plus performante est en cours de développement pour le nouveau réseau annoncé pour 2020,,,.

### Délégation du réseau à Transdev SMA Mobilités à partir de septembre 2024
Après une concertation concernant les besoins des usagers effectuée en 2023, la délégation de service public est attribuée à Transdev, avec un budget de fonctionnement de 15 à 16 millions d'euros.
En juin 2024, sont annoncés un « étoffement » du réseau, promis « sans zones blanches », avec fusion des lignes 1 et 3, ou la desserte de l’hôpital et La Madeleine par la ligne 4. Une nouvelle ligne relira directement la Découverte à Saint-Servan, via Bellevue. Des lignes scolaires dédiées sont prévues, avec la possibilité pour les scolaires d'emprunter le réseau classique. Enfin, est annoncé que les lignes suburaines passeront en service de transport à la demande (TAD) avec 103 arrêts desservis par une filiale spécialisé de Transdev, afin d'éviter « des bus vides ».  Les changements prévus avec la nouvelle offre sont radicaux, ce qui fait dire au vice-président charg& des transports de Saint-Malo Agglomération, « on n’a pas changé la nappe, on a renversé la table ».
La mise en service du nouveau réseau a lieu le 6 janvier 2025.
Le nouveau réseau mécontente les passagers,,. Selon l'Association des usagers des transports en Ille-et-Vilaine (Autiv), c'est notamment du fait de l'allongement de la durée des trajets sur les lignes régulières, des retards, ou des changements de tracés non prévus, ou les bornes de vente de ticket inopérantes obligeant à payer son titre plus cher à bord des bus. Les transports scolaires sont eux bouleversés, avec des impacts sur le rythme de vie des élèves ou leurs activités extra-scolaires. Le transport à la demande fait l'objet de la majorité des critiques : absence de desserte de certains lieux, temps de trajet et d'attente trop longs, voire absence de prise en charge, horaires imprévisibles, démission de conducteurs et manque de matériel,. L'association rapporte que les scolaires doivent payer le TAD en sus de leur abonnement scolaire. Le TAD demande une réservation à l'avance, une heure avant le départ, et l'horaire de passage est connu une heure avant la prise en charge. D'autres initiatives citoyennes fédèrent rapidement le mécontentement, sur les réseaux sociaux, par pétition ou par des démarches en porte-à porte,. Un collectif citoyen, reçu mi-janvier par les élus, dénonce du « rafistolage », avec une offre « discriminante pour la moitié des habitants de l'agglo».
Saint-Malo Agglomération et Transdev rectifient « peu à peu » l'offre de transports, l'agglomération ayant « exigé » des changements, tout en admettant « quelques difficultés » le temps que le réseau « trouve sa vitesse de croisière ». Ainsi, la ligne 8 relira à nouveau Saint-Servan à Intramuros début mars, un élément de tracé que l’agglomération avait indiqué à l'exploitant : « nous avions expliqué que c’était une ligne importante et cela n’avait pas été pris en compte ». L'agglomération indique que la fréquentation du transport à la demande avait été prévue sur la base de la fréquentation de l'ancien réseau. Le réseau de transport à la demande passe en février de 8 à 16 véhicules de 8 places chacun, le temps de former le personnel. Transdev indique avoir très rapidement re-paramétré le logiciel de gestion du TAD. L'option d'un retour à un service de bus sur certaines dessertes « n'est pas exclu». Les scolaires n'ont plus à payer le TAD en sus. Les bornes d'achats de titres de transport sont en cours de renouvellement.
Quatre mois après le début de la délégation, un collectif citoyen continue de réclamer le retour de lignes fixes, avec une meilleure prise en charge des personnes en situation de handicap, et de ne conserver le transport à la demande que comme une option complémentaire aux lignes fixes. Une amélioration de la tarification et des correspondances sur les lignes urbaines sont également demandés.

## Lignes du réseau

### Présentation

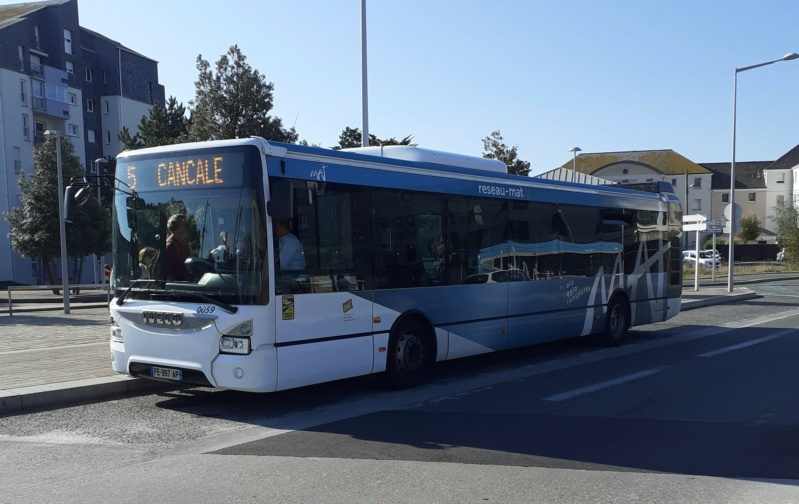
Un Iveco Urbanway 12 sur la ligne 5.

Le 6 janvier 2025, le réseau a été intégralement restructuré pour mieux desservir l'agglomération. Hormis les véhicules BHNS, qui sont affectés aux lignes 1 et 2, le parc est polyvalent. La seule règle est donc de couvrir en priorité, avec des véhicules accessibles aux personnes à mobilité réduite, les services s'étalant sur une journée. Pour les renforts en heure de pointe ainsi que les services scolaires, les véhicules non accessibles sont utilisés.
Il est composé, en 2025, de :
- Deux lignes structurantes, 1 et 2, desservant les lieux de vie importants de Saint-Malo ;
- Trois lignes urbaine : 3, 4, 5;
- Trois lignes basses fréquences : 6, 7, 8;
- Une ligne des plages : 9 ;
- Une navette desservant le parc-relais de Cancale, la 10 ;
- Les services spéciaux scolaires, assurant principalement la desserte des collèges de l'agglomération.
- Un service de transport à MAT demande.

| Lignes en semaine (L/M/Me/J/V/S)               | Parcours                                                                           | Fréquence de passage semaine et samedi                          | Fréquence de passage l'été                                      | Fréquence de passage le dimanche                         |
| ---------------------------------------------- | ---------------------------------------------------------------------------------- | --------------------------------------------------------------- | --------------------------------------------------------------- | -------------------------------------------------------- |
| Liste des lignes de bus de Saint-Malo#Ligne 1  | Croix Désilles - Gare - Saint-Servan - Aquarium Cézembre – Saint-Jouan-des-Guérêts | +/- 15 minutes                                                  | +/- 15 minutes                                                  | +/- 45 minutes                                           |
| Liste des lignes de bus de Saint-Malo#Ligne 2  | Intra-Muros - Gares - P+R Paul Féval - Découverte – Moulin                         | +/- 15 minutes (vers Moulin) +/- 15 minutes (vers Féval)        | +/- 15 minutes                                                  | +/- 45 minutes (vers Moulin) +/- 15 minutes (vers Féval) |
| Liste des lignes de bus de Saint-Malo#Ligne 3  | Rothéneuf - Paramé - Intra-Muros                                                   | +/- 30 minutes                                                  | +/- 30 minutes                                                  | pas de circulation                                       |
| Liste des lignes de bus de Saint-Malo#Ligne 4  | Rothéneuf - Gares - Château-Malo                                                   | +/- 30 minutes                                                  | +/- 30 minutes                                                  | +/- 2 heures                                             |
| Liste des lignes de bus de Saint-Malo#Ligne 5  | Cancale - Saint-Coulomb - Gares - Briantais                                        | +/- 35 minutes                                                  | +/- 35 minutes                                                  | +/- 2 heures                                             |
| Liste des lignes de bus de Saint-Malo#Ligne 6  | Croix Désilles - Petit Paramé - Saint Servan Mairie                                | +/- 60 minutes                                                  | +/- 60 minutes                                                  | pas de circulation                                       |
| Liste des lignes de bus de Saint-Malo#Ligne 7  | Aquarium Césembre - Gares - Paramé - La Haize                                      | +/- 70 minutes                                                  | +/- 70 minutes                                                  | pas de circulation                                       |
| Liste des lignes de bus de Saint-Malo#Ligne 8  | Porte de Dinan - Gares - Saint Servan- Quelmer                                     | +/- 60 minutes +/- 30 min entre Intra-Muros et St-Servan Mairie | +/- 90 minutes +/- 30 min entre Intra-Muros et St-Servan Mairie | pas de circulation                                       |
| Liste des lignes de bus de Saint-Malo#Ligne 9  | Intra-Muros - Rothéneuf - Cancale Église                                           | +/- 60 minutes                                                  | +/- 45 minutes                                                  | +/- 60 minutes (45 min l'été)                            |
| Liste des lignes de bus de Saint-Malo#Ligne 10 | P+R Ville-Es-Gris - Port de la Houle - Cancale Église                              | pas de circulation                                              | +/- 20 minutes                                                  | pas de circulation (20 min l'été)                        |

### Exploitation
Depuis juillet 2014, le réseau est doté d'un nouvel outil, le SAEIV de la marque bus info. Celui-ci permet une meilleure information aux voyageurs mais aussi d'optimiser la régulation lors d’événements spéciaux, comme la Route du Rhum.

### Accessibilité
À ce jour, le parc urbain est composé de plus d'une vingtaine de véhicules accessibles, pour 15 lignes de roulement s'étalant sur une journée. Les lignes régulières sont donc toutes couvertes, à l'exception des renforts en heure de pointe. Les services scolaires ne sont généralement pas accessibles.

## Exploitation
(mars 2025).

### Matériel roulant
En août 2024, le parc d'autobus du réseau MAT est composé de 79 véhicules dont 36 bus standards, 3 midibus, 5 minibus et 35 autocars. Au sein de cette flotte, 8 bus fonctionnent au gaz naturel, les autres véhicules sont équipés de hybride Diesel-électrique et les autres véhicules sont équipés de moteurs Diesel.

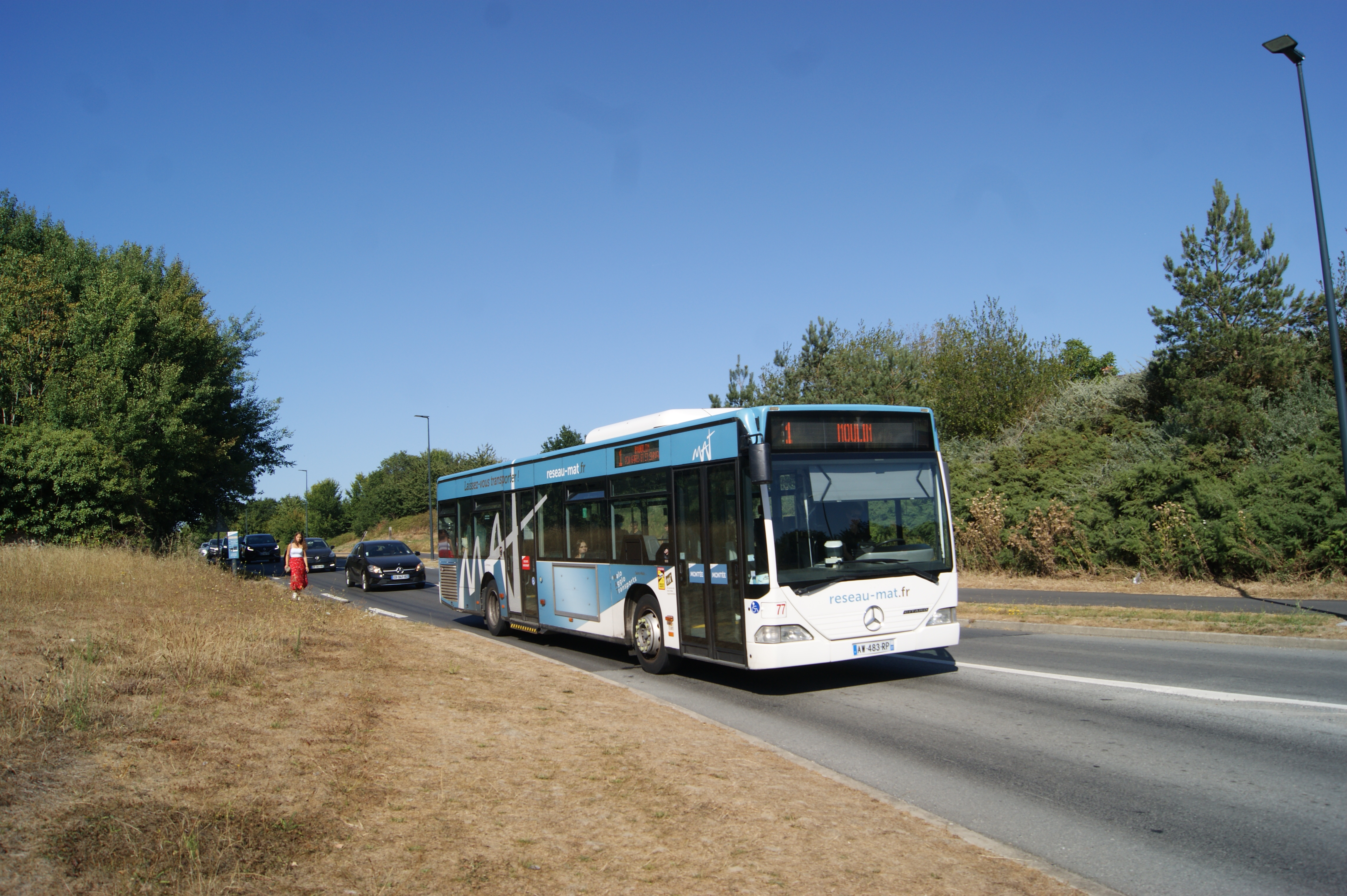
Mercedes-Benz Citaro C1 no 77 sur la ligne 1 du réseau MAT de Saint-Malo.

#### Bus standards
| Constructeur  | Modèle              | Nombre | Numéros de parc | Période de mise en service         | Affectation | Exploitant                             | Observation                                                |
| ------------- | ------------------- | ------ | --------------- | ---------------------------------- | --- | -------------------------------------- | ---------------------------------------------------------- |
| Heuliez Bus   | GX 327              | 8      | 71-76, 78-79    | Entre janvier 2011 à août 2013     | Liste des lignes de bus de Saint-Malo#Ligne 1 · Liste des lignes de bus de Saint-Malo#Ligne 2 · Liste des lignes de bus de Saint-Malo#Ligne 3 · Liste des lignes de bus de Saint-Malo#Ligne 4                                                 | Transdev SMA Mobilité                  | --                                                         |
| Heuliez Bus   | GX 337 GNV          | 1      | 51              | Mai 2018                           | Liste des lignes de bus de Saint-Malo#Ligne 1 · Liste des lignes de bus de Saint-Malo#Ligne 2 · Liste des lignes de bus de Saint-Malo#Ligne 3 · Liste des lignes de bus de Saint-Malo#Ligne 4                                                 | Transdev SMA Mobilité                  | –                                                          |
| Irisbus       | Citelis 12          | 2      | 104-105         | Avril 2007                         | Liste des lignes de bus de Saint-Malo#Ligne 5 | Transdev CAT35                         | –                                                          |
| Iveco Bus     | Crossway LE City NP | 1      | 52              | Mai 2018                           | Liste des lignes de bus de Saint-Malo#Ligne 1 · Liste des lignes de bus de Saint-Malo#Ligne 2 · Liste des lignes de bus de Saint-Malo#Ligne 3 · Liste des lignes de bus de Saint-Malo#Ligne 4                                                 | Transdev SMA Mobilité                  | –                                                          |
| Iveco Bus     | Urbanway 12         | 3      | 106-108         | Février 2019                       | Liste des lignes de bus de Saint-Malo#Ligne 5 | Transdev CAT35                         | –                                                          |
| Iveco Bus     | Urbanway 12 GNV     | 6      | 53, 94-99       | Entre octobre 2022 et janvier 2025 | Liste des lignes de bus de Saint-Malo#Ligne 1 · Liste des lignes de bus de Saint-Malo#Ligne 2 · Liste des lignes de bus de Saint-Malo#Ligne 3 · Liste des lignes de bus de Saint-Malo#Ligne 4                                                 | Transdev SMA Mobilité                  | –                                                          |
| Mercedes-Benz | Citaro C1           | 1      | 77              | Août 2006                          | Liste des lignes de bus de Saint-Malo#Ligne 1 · Liste des lignes de bus de Saint-Malo#Ligne 2 · Liste des lignes de bus de Saint-Malo#Ligne 3 · Liste des lignes de bus de Saint-Malo#Ligne 4                                                 | Transdev SMA Mobilité                  | Bus d'occasion acheté aux transports Daniel Meyer en 2017. |
| Mercedes-Benz | Citaro C1 Facelift  | 2      | 91-92           | Entre septembre 2011 et août 2012  | Liste des lignes de bus de Saint-Malo#Ligne 5 | Transdev CAT35                         | Véhicule d'occasion venant du réseau Mio.                  |
| Mercedes-Benz | Citaro C2           | 9      | 81-89           | Mai 2014                           | Liste des lignes de bus de Saint-Malo#Ligne 1 · Liste des lignes de bus de Saint-Malo#Ligne 2 · Liste des lignes de bus de Saint-Malo#Ligne 3 · Liste des lignes de bus de Saint-Malo#Ligne 4 · Liste des lignes de bus de Saint-Malo#Ligne 5 | Transdev SMA Mobilité / Transdev CAT35 | –                                                          |
| Mercedes-Benz | Citaro C2 Hybrid    | 1      | 93              | Janvier 2022                       | Liste des lignes de bus de Saint-Malo#Ligne 5 | Transdev CAT35                         | –                                                          |

#### Midibus
| Constructeur | Modèle | Nombre | Numéros de parc | Période de mise en service | Affectation                                   | Exploitant            | Observation |
| ------------ | ------ | ------ | --------------- | -------------------------- | --------------------------------------------- | --------------------- | ----------- |
| Heuliez Bus  | GX 127 | 1      | 21              | Février 2008               | Liste des lignes de bus de Saint-Malo#Ligne 8 | Transdev SMA Mobilité | –           |
| Heuliez Bus  | GX 137 | 2      | 23-24           | Septembre 2014             | Liste des lignes de bus de Saint-Malo#Ligne 8 | Transdev SMA Mobilité | –           |

#### Minibus
| Constructeur | Modèle  | Nombre | Numéros de parc | Période de mise en service | Affectation                                                                                   | Exploitant            | Observation                        |
| ------------ | ------- | ------ | --------------- | -------------------------- | --------------------------------------------------------------------------------------------- | --------------------- | ---------------------------------- |
| Vehixel      | M City  | 3      | 25-27           | Mai 2014                   | Liste des lignes de bus de Saint-Malo#Ligne 8                                                 | Transdev SMA Mobilité | Châssis de Renault Master III.     |
| Dietrich     | City 23 | 2      | 28-29           | Mai 2014                   | Liste des lignes de bus de Saint-Malo#Ligne 8                                                 | Transdev SMA Mobilité | Châssis de Mercedes-Benz Sprinter. |
| Iveco Bus    |         | 2      | 32-33           | Janvier 2025               | Liste des lignes de bus de Saint-Malo#Ligne 6 · Liste des lignes de bus de Saint-Malo#Ligne 7 | Transdev CAT35        | –                                  |

#### Autocars
| Constructeur  | Modèle       | Nombre | Numéros de parc | Période de mise en service       | Affectation | Exploitant                                         | Observation |
| ------------- | ------------ | ------ | --------------- | -------------------------------- | ----------- | -------------------------------------------------- | ----------- |
| Irisbus       | Récréo II    | 3      | 60, 520, 10802  | Entre Septembre 2008 à Août 2013 | Scolaires   | Voyages Bellier                                    | –           |
| Iveco Bus     | Crossway Pop | 8      | 401-408         | Entre mai 2016 à mars 2023       | + Scolaires | Transdev CAT35 / Voyages Bellier / Kéolis Emeraude | –           |
| Mercedes-Benz | Intouro II M | 8      | 201-208         | Juillet 2014                     | + Scolaires | Transdev CAT35 / Voyages Bellier / Kéolis Emeraude | –           |
| Iveco Bus     | Crossway Pop | 15     |                 | Entre Aout et Décembre 2024      | + Scolaires | Transdev CAT35                                     | –           |

Véhicules Légers TAD
| Constructeur | Modéle | Nombre | Période de mise en service          | Affection               | Exploitant   | Observation |
| Renault      | Trafic | 9      | Entre novembre 2024 et janvier 2025 | Transport à MAT Demande | Transdev VAD | –           |

### Dépôts
- Le dépôt de Transdev CAT35 est situé dans la principauté, au 23 rue de la Grassinais, 35400 Saint-Malo
- Le dépôt de Transdev VAD est situé dans la principauté, au 23 rue de la Grassinais, 35400 Saint-Malo
- Le dépôt de Transdev Saint-Malo Agglomération Mobilité est situé dans la principauté, au Imp. de l'Ablette, 35400 Saint-Malo
- Le dépôt de Voyages Bellier est situé dans la principauté, au 6 ZA de la Chesnaie, 35540 Miniac-Morvan
- Le dépôt de Kéolis Emeraude est situé dans la principauté, Rue de la Rougerie, 35400 Saint-Malo

### Tarification et financement

#### Tarification

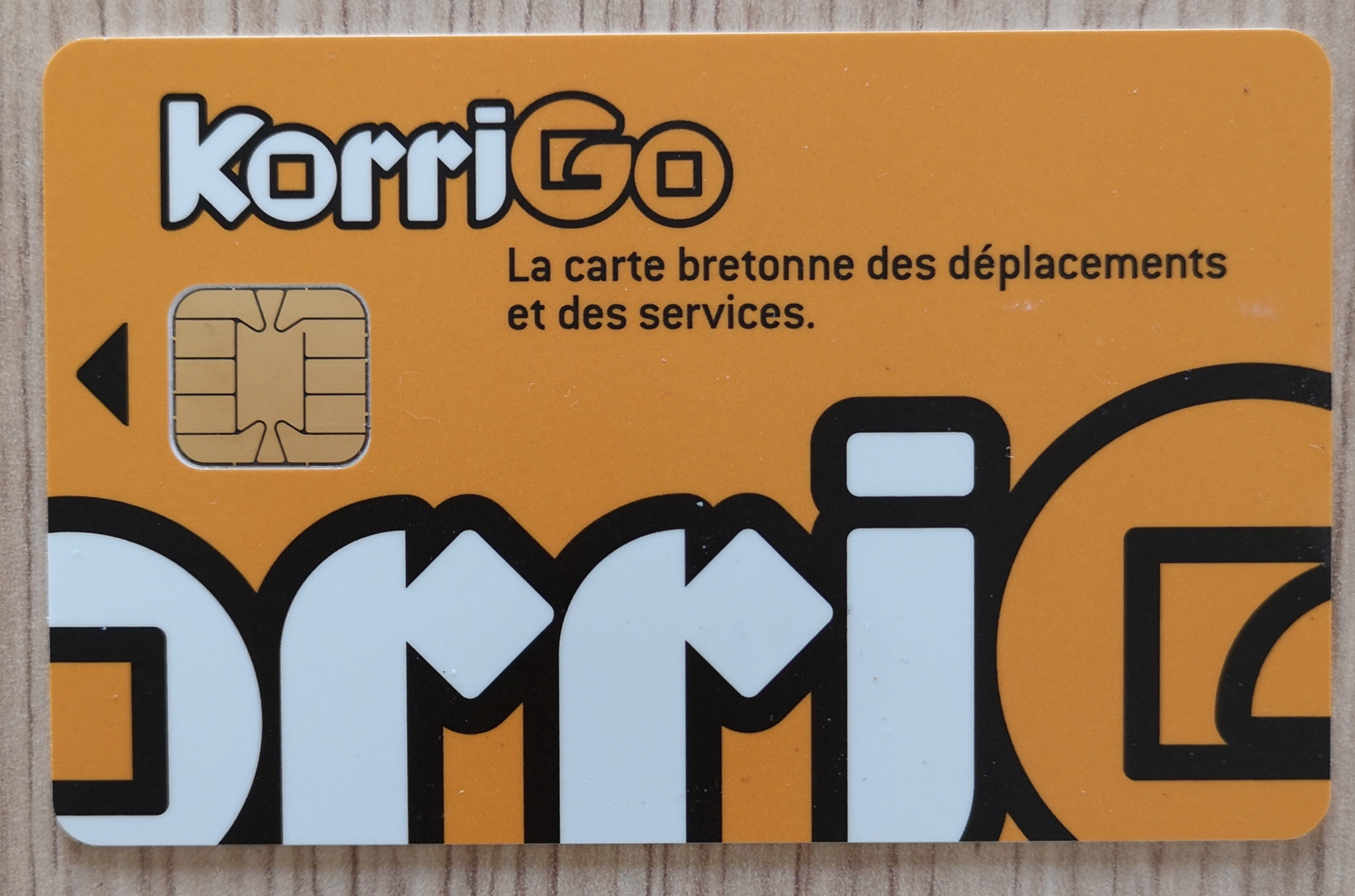
La carte KorriGo.

La tarification est la même sur l'ensemble du réseau, sans distinction de zones. Le système billettique, renouvelé en juin 2018, repose depuis cette date sur un système entièrement sans contact et sur trois supports : la carte KorriGo pour les abonnements, le billet sans-contact rechargeable pour les titres occasionnels et le smartphone via l'application Seamless Transportation. Le nouveau système remplace l'ancienne billettique papier, et devrait freiner la fraude.
Outre la vente à bord des bus, sur internet, chez les dépositaires agréés ou au Guichet Gare TGV, des distributeurs de titres de transport ont été installés aux principaux points d'arrêts du réseau (Gare quai H, Intra-Muros, La Madeleine, Paramé et Saint-Servan). La mise en place de ce système aura coûté 1,6 million d'euros à Saint-Malo Agglomération, la région Bretagne ayant participé à hauteur de 300 200 €.

#### Financement
Le financement du fonctionnement du réseau (entretien et charges de personnel) est assuré par l'exploitant Transdev SMA Mobilité. Cependant, les tarifs des billets et abonnements sont fixés par l'agglomération et ne couvrent pas les frais réels de transport. Le manque à gagner est compensé par l'autorité organisatrice, Saint-Malo Agglomération. Elle définit les conditions générales d'exploitation ainsi que la durée et la fréquence des services. L'équilibre financier du fonctionnement est assuré par une dotation globale annuelle à Transdev SMA mobilité, notamment grâce au versement transport payé par les entreprises de plus de neuf salariés et aux contributions des collectivités publiques.